# Rue Heurtault
La rue Heurtault à Aubervilliers, dans le centre, est une des plus anciennes rues de cette ville. Autrefois nommée rue aux Reines, elle conduisait à Saint-Denis.

## Situation et accès
Elle croise notamment, en partant du nord:
- l'avenue du Président-Roosevelt;
- la rue du Moutier;
- la rue du Landy;
- le boulevard Félix-Faure

## Origine du nom

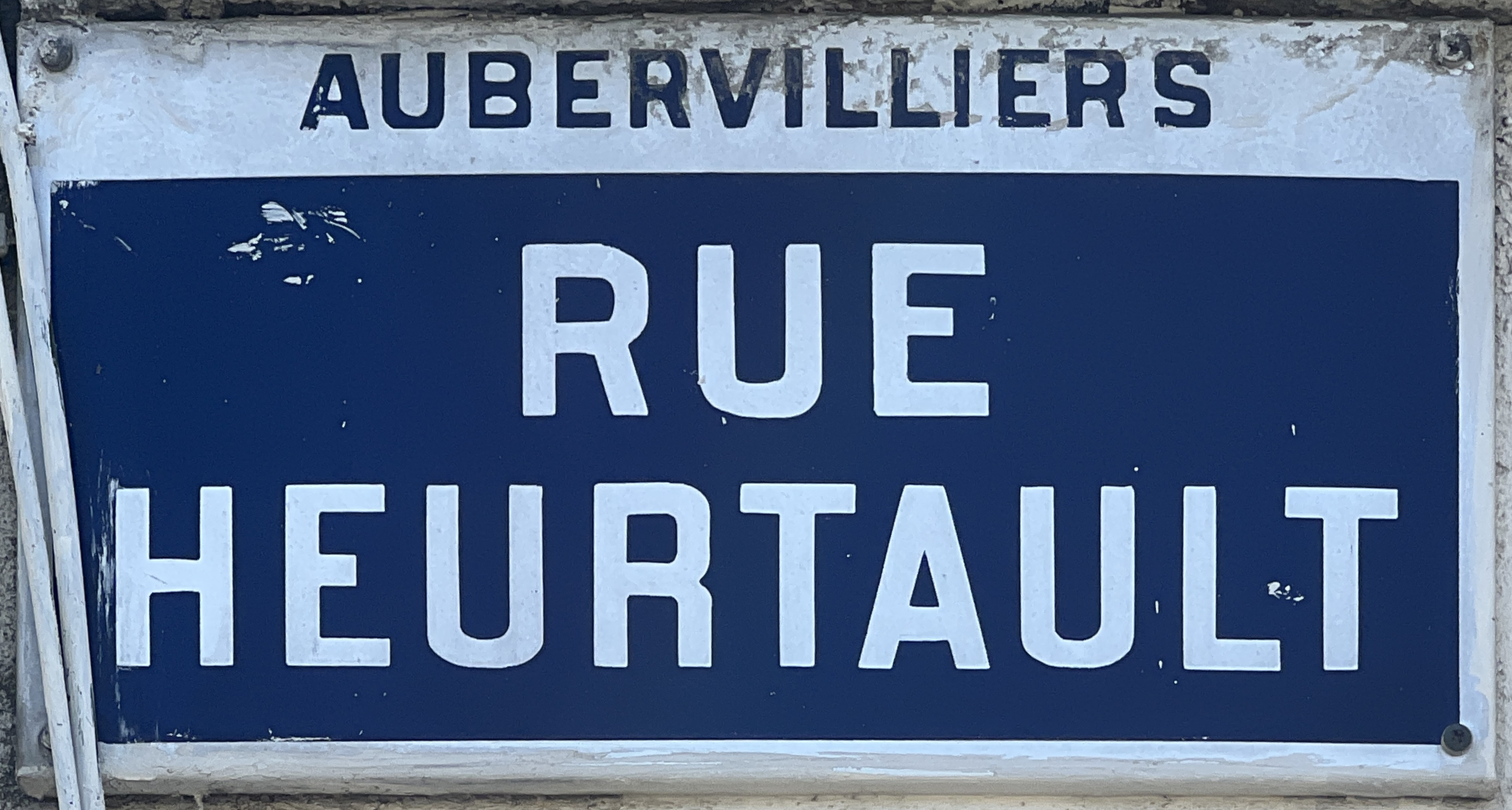
Plaque de la rue Heurtault.

Elle est nommée ainsi en hommage à Louis Pierre Heurtault qui légua à la ville, par testament du 11 mai 1878, un immeuble qu'il possédait dans cette rue, à fin d'y fonder un hospice. Ce leg fut accepté par arrêté prefectoral du 25 janvier 1879.

## Historique
C'est une des plus anciennes rues d’Aubervilliers, notamment la partie entre l’actuel passage de l’Avenir et le carrefour du boulevard Anatole-France.
Une carte de 1708, indique la présence de constructions sur son parcours, dont la plupart ont été remaniées au cours du XIXe siècle et au début du XXe siècle. Cette rue a la particularité de présenter de beaux alignements d’anciennes fermes, notamment aux abords de la ferme Mazier, exceptionnels dans le paysage de Seine-Saint-Denis.
Ces fermes sur deux niveaux, avec une porte cochère et qu'on trouve à Aubervilliers et la Courneuve, étaient, au XVIIIe siècle, les habitats des maraîchers et laboureurs de la plaine des Vertus, qui était la plus vaste plaine légumière de France. Leur surnom de maisons de plâtre provient de leur méthode de construction: Sur un soubassement de pierre de soixante-dix à quatre-vingts centimètres de haut, les murs étaient édifiés en plâtre, provenant du gypse des environs.

## Bâtiments remarquables et lieux de mémoire
- Les bombardements de Paris et de sa banlieue durant la Première Guerre mondiale n'ont hélas pas épargné cet endroit, car au 3 juin 1918, le no 39 est atteint par un tir de la Grosse Bertha, faisant deux blessés.
- L'existence de la ferme Mazier, au no 70, est attestée par un document de 1699[5]. Elle est aujourd'hui réhabilitée[6].
- Une croix de chemin est attestée au début du XVIIIe siècle, au carrefour de la rue aux Reines, ancien nom de la rue Heurtault, et de la rue Saint-Denis, aujourd'hui avenue du Président-Roosevelt[7].

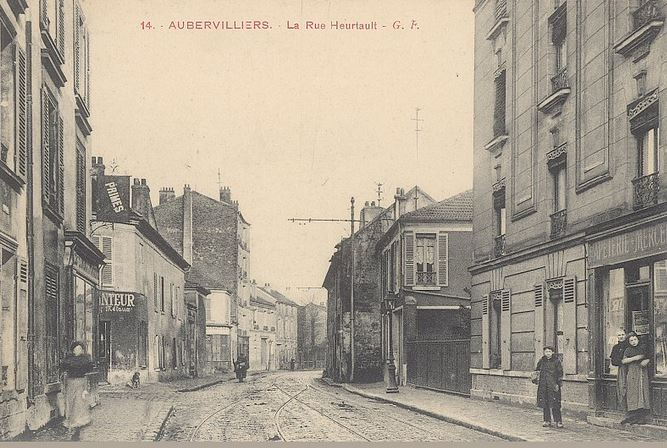
Rue Heurtault, à la hauteur de l'immeuble du n°59, toujours présent, et du croisement avec la rue Edgar-Quinet. La rue du Colonel-Fabien n'était pas encore percée.
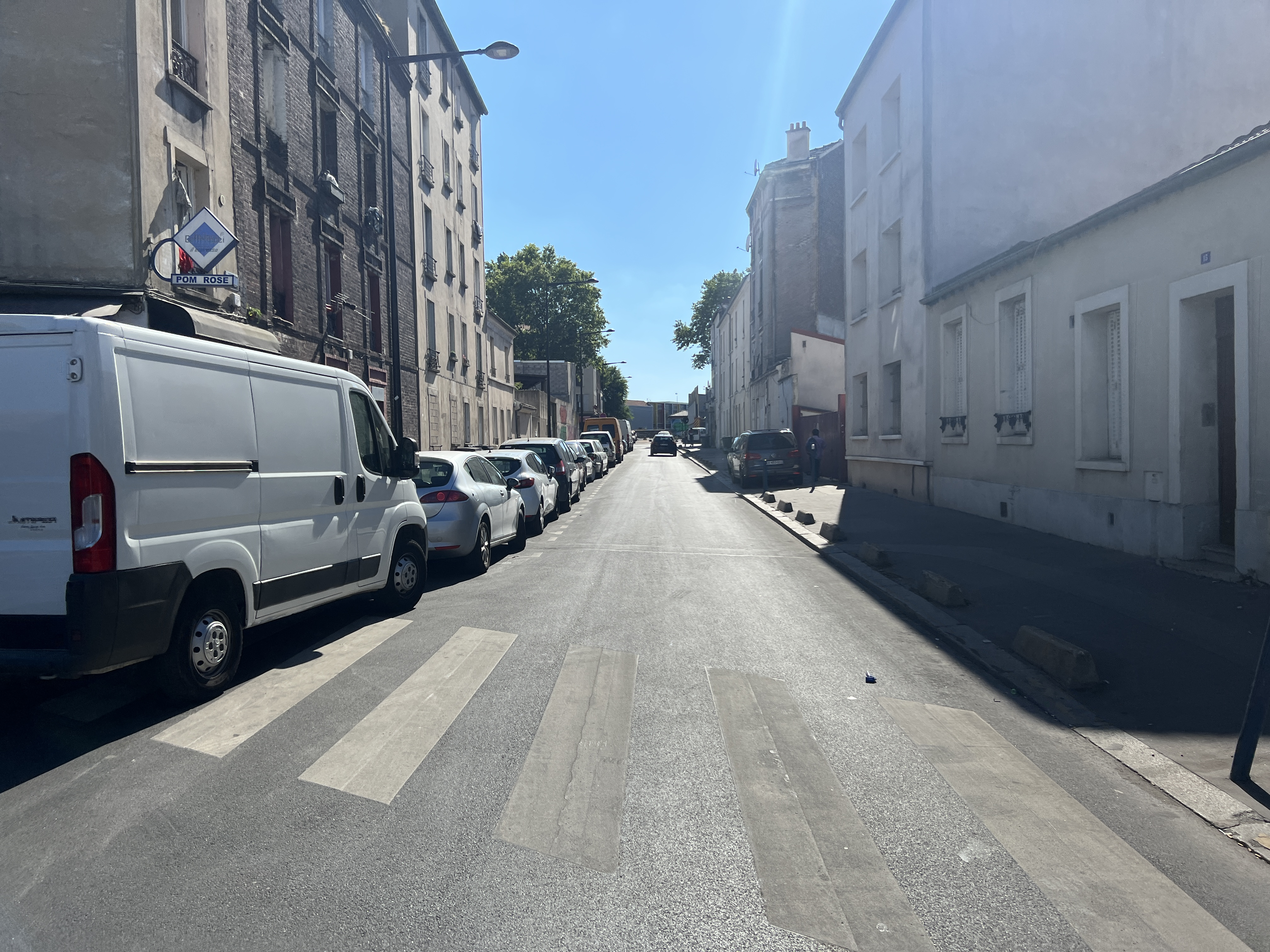
La rue en juillet 2022.